# Cantharis rifensis
Cantharis rifensis is een keversoort uit de familie soldaatjes (Cantharidae). De wetenschappelijke naam van de soort werd in 1961 gepubliceerd door Kocher.